# Hopfenwehrl
Der Hopfenwehrl ist ein als Badesee genutzter Weiher in der bayerischen Stadt Ingolstadt. Seine Wasserfläche beträgt ca. 2 ha.

## Lage
Der Weiher liegt ca. 200 Meter nördlich der Donau und ca. 320 Meter westlich des Baggersees. Der Stadtteil Gerolfing liegt ca. 2 km westlich des Hopfenwehrls.